# Ekspertnost
Ekspertnost na delovnem mestu razumemo kot raven strokovnega delovanja posameznika, ki vključuje različne vidike delovne uspešnosti, osebnih kompetenc in lastnosti ter družbenih opredelitev na delovnem mestu. Ekspertnost je produkt procesa specializacije, kjer gre za pridobivanje širokega in poglobljenega znanja, navadno na ozkem področju delovanja. Ekspertno znanje je visoko organizirano in povezano in omogoča visoko učinkovito delovanje. Posamezniki, ki so razvili določen nivo ekspertnega znanja v primerjavi z drugimi posamezniki, sklepajo hitreje in pravilneje, specifične pojme hitreje povezujejo z drugimi pojmi, bolje sklepajo na abstraktni ravni, relevantnih podatkov se spominjajo hitro in avtomatsko, navadno se pri ekspertih ohranja večji obseg delovnega spomina, kar jim omogoča temeljitejšo analizo problema, več kategoriziranja in kombiniranja, zato pa tudi bolj učinkovito načrtovanje in predvidevanje. 
K ekspertnemu znanju spada tudi tacitno znanje. Je vrsta praktičnega znanja, tj. »intuitivna«, implicitna in hkrati učinkovita uporaba neformalno pridobljenega znanja v stvarnih vsakdanjih situacijah.  
Študije ekspertnosti sledijo diferencialnem pristopu, ki razločuje med eksperti in novinci znotraj iste domene na eni strani in z ljudmi izven te domene na drugi strani. Obstaja tudi razvojna komponenta: raziskave ekspertnosti opisujejo razvoj eksternosti v različnih domenah in iščejo tiste vzorce razvoja ter učenja, ki so posplošljiva za vsa področja dela.  

### Raziskovanje ekspertnosti
Najpomembnejše ugotovitve v raziskovanju ekspertnosti so:
1.    Zanesljivi vrhunski dosežki: ekspertnost se med drugim kaže z zanesljivo superiornimi dosežki pri reprezentativnih nalogah (Ericsson, 1998, 1999)
2.    Zavestno prakticiranje: pregledi literature so pokazali, da je potrebno razširjeno prakticiranje nalog v neki domeni zato, da bi dosegli visok nivo strokovnosti. Gre za sistematično treniranje, ki je vedno usmerjeno v izboljšanje dosežkov v neki domeni. To vključuje ustrezne treninge in naloge, koncentracijo in samo-regulativno učenje (Ericsson, 2006). Duckworth Peterson, Matthews in Kelly (2007; v: Mieg, 2009) so ugotovili, da je za doseganje težkih, dolgoročnih ciljev poleg trdne volje potrebna tudi osredotočena uporaba talenta v času;
3.    Kognitivna adaptacija: gre za adaptacije ekspertnih veščin glede na specifično delovno okolje. Eksperti razvijejo določene funkcije: proceduralno kognitivne reprezentacije, ki temeljijo na integrirani reprezentaciji znanja. Tako eksperti razumejo določen primer kot del zbirke strukturiranega znanja, so se naučili osredotočati relevantne vidike primera, ki je prisoten znotraj neke domene (Feltovich, Prietula in Ericsson, 2006). Čeprav eksperti razumejo posamezen problem kot del svojega strukturiranega znanja, so se naučili osredotočanja na relevantne vidike problematike znotraj domene svojega dela;
4.    Specifičnost domene: superiorne veščine, ki jih posameznik osvoji znotraj ene domene ne more biti preneseno v drugo domeno. Znanstvena ekspertnost se ne da prenesti preko mej različnih disciplin (npr., Voss, Greene, Post in Penner, 1983; Voss, Tyler in Yengo, 1983). 

#### REFERENCE:
1. ↑  Mieg, H. A. (2009). Two factors of expertise? Excellence and professionalism of environmental experts. High Ability Studies, 20(1), 91–115. DOI: 10.1080/13598130902860432.